# Iugatio-capitatio
La iugatio-capitatio es el sistema de recaudación de impuestos desarrollado por Diocleciano (r. 284-305) durante el Imperio romano, que determina el importe recaudado sobre las tierras de producción agrícola.

## Contexto histórico
Una reforma fiscal se llevó a cabo quizá ya en el año 287, pretendiendo crear un sistema uniforme en todo el Imperio y dotar de mayor seguridad al cálculo de los impuestos: El impuesto sobre la propiedad, la Cura annonae, se basaba ahora en la mano de obra y el ganado disponibles (capita), así como en las tierras cultivadas (iugera) calculadas mediante estimaciones de impuestos (censitores). En este sistema, relativamente complicado, la evaluación se basaba en las categorías de personas y animales (caput) y tierras (iugum) combinadas entre sí (lo que afectaba principalmente a la población rural) y también sometía a Italia a una imposición directa, lo que no ocurría antes. Lo ideal sería que la estimación fiscal tuviera en cuenta el rendimiento individual de los afectados y permitiera también la diferenciación regional, lo que no siempre ocurrió en la práctica. No obstante, algunas quejas relacionadas en las fuentes (por ejemplo, ya con Lactancio) no deben considerarse pruebas contundentes de una presión fiscal opresiva, sino más bien afirmaciones subjetivas. El importe a pagar se determinaba inicialmente cada cinco años, luego cada 15 años desde 312 y era competencia del prefecto pretoriano. En general, el nuevo sistema fiscal permitió un flujo constante de ingresos, especialmente para la parte oriental del Imperio.
A veces se supone que este sistema fue el modelo para una reforma fiscal similar en el Imperio sasánida en el siglo VI.

## Finalidad
Este sistema combinaba dos impuestos preexistentes, la iugatio (que afectaba a las rentas de la tierra) y la capitatio (que afectaba a los individuos). Según esta metodología, el conjunto de tierras cultivables se dividía en las distintas regiones, según el tipo de cultivo y su rendimiento, en unidades fiscales denominadas iuga, mientras que la población se dividía en cambio en unidades fiscales denominadas capita. El valor asignado a la iuga y a la capita no era fijo, sino que variaba en función de cada provincia y de las necesidades del presupuesto estatal.
Precisamente, para racionalizar la masa de impuestos en un todo orgánico, Diocleciano impuso la fusión de todos los impuestos directos, territoriales y personales, en un único impuesto, precisamente la capitatio-iugatio, que gravaba todos los factores de producción: hombres, bestias, tierras, (o trabajo, capital, tierra) tras haber establecido la base imponible a partir de un gigantesco catastro de la riqueza de todo el Imperio.
Sin embargo, la capitatio-iugatio acabó atando al campesino a la tierra, contribuyendo a la formación de siervos. En efecto, así como una tierra sin campesino no puede ser objeto de impuesto, lo mismo ocurre con un campesino sin tierra. De este modo, el gobierno romano vinculó a una gran masa de campesinos a la tierra, mientras que para gravar a los que carecían de ella (comerciantes, industriales) Constantino I introdujo un nuevo impuesto, la Collatio lustralis, especialmente gravoso para los afectados.

## Duración
El sistema fiscal romano de la capitatio-iugatio sobrevivió hasta finales del siglo VII y desapareció bajo el reinado de Justiniano II. Se trataba de un sistema fiscal que establecía, de antemano, la cuantía de los impuestos que debían pagarse en especie (aunque a menudo se pagaban en metálico por aderación), sin tener en cuenta hambrunas, plagas, terremotos, inundaciones, devastación por los bárbaros o malas cosechas. Las autoridades sólo estaban dispuestas a reducir la presión fiscal en caso de catástrofes muy graves, que no podían pasar desapercibidas. Las fuentes atestiguan que, en caso de años de malas cosechas, los ciudadanos que no podían reunir los impuestos necesarios (normalmente en especie, salvo casos especiales) solían abandonar sus posesiones a la desesperada para escapar de los recaudadores.
El emperador Anastasio (491-518) redujo los impuestos y abolió el impuesto lustral, pero cuando Heraclio I (610-641) en 628 reconquistó Siria y Egipto a los persas, se vio obligado por las deudas contraídas con la Iglesia y las arcas estatales vacías, a aumentar de forma insostenible la presión fiscal en las provincias recién recuperadas, a pesar de haber sido fuertemente devastadas por la guerra contra los persas y, por tanto, incapaces de proporcionar buenas cosechas. De este modo, el restaurado gobierno bizantino en Siria y Egipto se hizo rápidamente impopular, no sólo por la insostenible presión fiscal, sino también por la persecución de los monofisitas y otras minorías religiosas o herejías. Los contribuyentes de Siria y Egipto, incapaces de pagar y conscientes de que si no lo hacían tendrían que esperar confiscaciones y otras medidas más duras, prefirieron someterse al dominio árabe, donde, aun obligados a pagar impuestos discriminatorios (los musulmanes estaban exentos), al menos había impuestos más bajos que los imperiales. Además, los árabes eran religiosamente más tolerantes con las sectas cristianas que los bizantinos.
Justiniano II (r. 705-711) separó el impuesto personal del de la tierra, elevando los impuestos personales (que afectaban a todos) lo que llevó a un aumento de los campesinos libres.